# Lorenzo Vigas
 Lorenzo Vigas Castes (Mérida, 1967) é um diretor, roteirista e produtor de cinema venezuelano.

## Biografia

### Formação académica
Teve formação científica e estudou biologia molecular na Universidade de Tampa.
Fez estudos de cinema na Universidade de Nova York, em 1995, e em Estados Unidos dirigiu numerosos filmes experimentais.

### Carreira
De volta a Venezuela, em 1998, dirigiu a série de documentárias Expedição para a RCTV e também outros doumentales e anúncios comerciais. Posteriormente mudou-se a México, onde rodou em 2003 o documentário Los elefantes nunca olvidan, produzido por Guillermo Arriaga Jordán. Este cortometraje foi exibido no Festival de Cannes.
Com seu primeiro filme, Desde allá, Vigas ganhou o Leão de ouro ao melhor filme no LXXII Festival Internacional de Cinema de Veneza, convertendo-se no primeiro latinoamericano em ganhar este prêmio. O filme tem uma profundidade homossexual: a relação entre um protésico dental (Armando, interpretado por Alfredo Castro) e um pandillero (Élder, interpretado pelo actor novel Luis Silva).
Em julho de 2016 foi nomeado membro do júri da LXXIII edição do Festival de Veneza.
No 2021 estréia seu segundo filme a qual leva por título La caja, uma produção mexicana que trata temas como o passo de emigrantes, a pobreza, e a exclusão social.

## Filmografía
- Desde allá (2015)
- El vendedor de orquídeas (2016)
- La caja (2021)